# Имменштад-ам-Бодензе
Имменштад-ам-Бодензе (нем. Immenstaad am Bodensee) — община в Германии, в земле Баден-Вюртемберг.
Подчиняется административному округу Тюбинген. Входит в состав района Бодензе. Население составляет 6083 человека (на 31 декабря 2010 года). Занимает площадь 9,26 км².